# Teutopolis (Illinois)
Teutopolis – wieś w Stanach Zjednoczonych, w stanie Illinois, w hrabstwie Effingham.